# Stapelia pulvinata
Stapelia pulvinata är en oleanderväxtart som beskrevs av Mass.. Stapelia pulvinata ingår i släktet Stapelia och familjen oleanderväxter. Inga underarter finns listade i Catalogue of Life.